# Eumaeus atala
Pour les articles homonymes, voir Atala (homonymie).
Espèce
L’atala, Eumaeus atala est un insecte lépidoptère de la famille des Lycaenidae et de la sous-famille des Theclinae.

## Répartition
- Floride.
- Bahamas.
- Cuba.

## Sous-espèce
- Eumaeus atala atala (Poey, 1832).

## Philatélie
Ce papillon figure sur une émission de Cuba de 1974 (valeur faciale : 1 c.).